# Tomasz Żebrowski

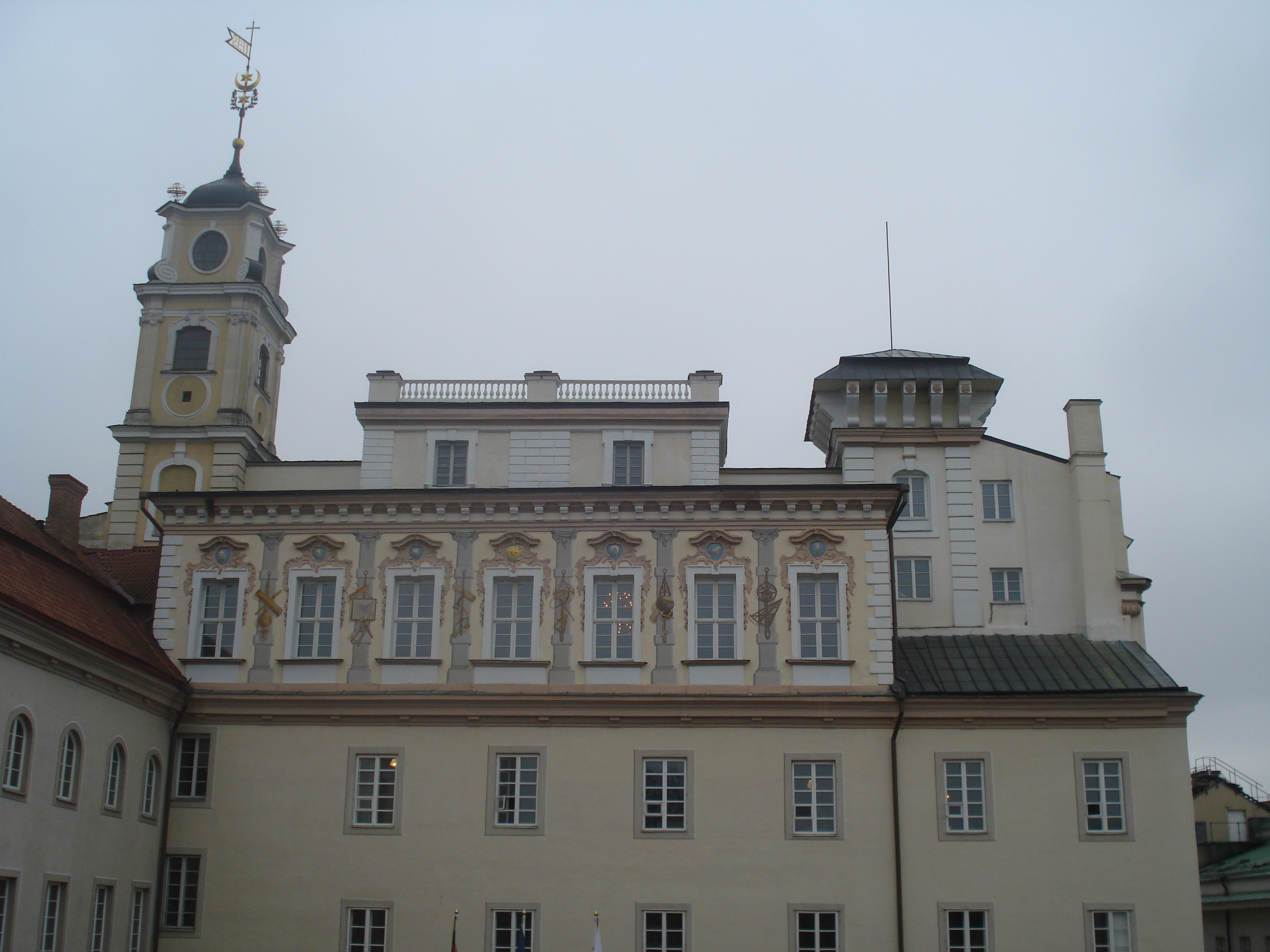
Obserwatorium Żebrowskiego na Uniwersytecie Wileńskim

Tomasz Żebrowski (ur. 25 listopada 1714, zm. 18 marca 1758 w Wilnie) – działający w Wilnie astronom i architekt, jezuita. 

## Życiorys
W 1734  Wstąpił do zakonu jezuitów. W latach 1735–1738 studiował filozofię, a następnie w latach 1740–1744 teologię na Uniwersytecie Wileńskim. W latach 1750–1752 studiował w Pradze. Po powrocie do ojczyzny w latach 1752–1758 wykładał matematykę i nauki ścisłe na Uniwersytecie Wileńskim. W latach 1752–1754 z fundacji Elżbiety z Ogińskich Puzyniny zaprojektował i prowadził budowę obserwatorium astronomicznego Uniwersytetu Wileńskiego, którym następnie kierował. Biskup Józef Stanisław Sapieha podarował wyprodukowane w Niemczech teleskopy odblaskowe. Obserwatorium było wówczas czwartym w Europie.
W 1756 przeprowadził dokładny pomiar szerokości geograficznej Wilna za pomocą instrumentów sprowadzonych z Anglii.
Zaprojektował m.in. obecny kształt kopuł na kościele św. Kazimierza w Wilnie oraz wykonał pierwszy projekt kościoła jezuitów w Iłłukszcie.